# Tullgarn Slot
Tullgarn Slot (svensk: Tullgarns slott) er et royalt slot ved Tullgarnsviken syd for Södertälje i Södermanland i Sverige. Pladsen har aner fra 1200-talet. Et første slotslignende anlæg, Stureborgen, blev opført i slutningen af 1500-tallet. Det nuværende slot opførtes på Magnus Julius De la Gardies initiativ og stod klart 1727.
Tullgarn Slot og flere af bygningerne på området er byggnadsminne siden 1935. Slottet tilhører de elleve royale slotte i Sverige. Det ejes af den svenske stat og forvaltes af Statens fastighetsverk mens den svenske kongefamilie har disponeringsretten. Slottet er åbent for offentligheden i forbindelse med guidede rundvisninger.